# Shiraz Shivji
Shiraz Shivji (ur. 1947 iw Tanzanii) – jeden z inżynierów, którzy stworzyli  Commodore 64 i główny projektant  Atari ST. Nazywany "ojcem Atari ST".

## Życie
Shiraz Shivji studiował elektrotechnikę na uniwersytecie w Stanford, w latach 1969-1973.

### Atari ST
Kiedy Jack Tramiel w roku 1984 przejmował Atari wraz z nim przeszło wielu inżynierów z Commodore. Zakupiona firma nie była w najlepszej sytuacji. Shiraz Shivji został mianowany wiceprezydentem do spraw badań i rozwoju, prowadził zespół sześciu inżynierów, którzy opracowali komputer Atari ST. Praca ta została ukończona w niezwykle krótkim czasie pięciu miesięcy (od lipca do grudnia 1984 roku). Prototyp został zaprezentowany w styczniu 1985 w Las Vegas podczas targów CES. Dzięki komputerowi firma stanęła na nogi.
Shivji zaprojektował pierwszy z serii komputerów Atari ST. Później przewodził jeszcze projektowi Atari TT zanim opuścił Atari.
W 2012 roku, na demoscenicznym party miłośników komputerów Atari, Silly Venture w Gdańsku, Shiraz Shivji pozdrowił uczestników podkreślając, że kochają wyjątkowy komputer.

### Projekt Momenta
Po odejściu z Atari, Shivji w roku 1991 zaprojektował komputer Momenta. Był to jeden z pierwszych pełnowymiarowych komputerów typu Tablet PC z niespotykanymi możliwościami jak na owe czasy.